# كبك
وِثاق الكُفّة أو الكبك أو البزمة هو نوع من الزينة الملحقة بالأزياء يستخدمه الرجال والنساء على حد سواء من أجل إغلاق طرفي الكم للقميص الرسمي والنساء يضعنه في ثيابهن و قمصانهن النسائية.